# 416252 Manuelherrera
416252 Manuelherrera è un asteroide della fascia principale. Scoperto nel 2003, presenta un'orbita caratterizzata da un semiasse maggiore pari a 2,6406046 UA e da un'eccentricità di 0,2107474, inclinata di 12,99418° rispetto all'eclittica.
L'asteroide è dedicato all'astronomo spagnolo Manuel Félix Herrera Gómez.